# سیارک ۴۲۹۹۸
سیارک ۴۲۹۹۸ (به انگلیسی: 42998 Malinafrank، نامگذاری:1999UV1) چهل و دو هزار و نهصد و نود و هشتمین سیارک کشف شده‌است که در ۱۷ اکتبر ۱۹۹۹ کشف شد.